# صح النوم (مسلسل)
صح النوم مسلسل من أشهر المسلسلات الفُكاهية الكوميدية العربية.
وهو عمل فني سوري من تأليف نهاد قلعي، وإخراج خلدون المالح، وبطولة دريد لحام بدور غوار الطوشة، ونهاد قلعي بدور حسني البورظان، ومشاركة شخصيات أُخرى منها ناجي جبر بدور أبو عنتر، ونجاح حفيظ بدور فطوم حيص بيص، وعبد اللطيف فتحي بدور رئيس المخفِر بدري أبو كلبشة، وياسين بقوش بدور ياسين.. وغيرهم من الفنانين السوريين الذين طُبعت شخصياتهم الشعبية الدمشقية في الذاكرة. وأدَّى فيه المطربُ الشعبي الفُراتي ذياب مشهور بعضَ الأغاني الشعبية.

## القصة
صح النوم هو اسم الفندق الذي تدور فيه الأحداث الرئيسة، ويقع في حارة دمشقية شعبية اسمها حارة (كِلْ مين إيدو إلُو) أي (كل شخص يدُه له، كنايةً عن الفوضى وغياب القانون)، وتدور فيه قصة حب غوار الطوشة وحسني البورظان لفطوم صاحبة الفندق، ويُفضي التنافس على قلبها إلى مكايدَ ومقالبَ طريفة يجريها غوار لإبعاد حسني عنها.

## التصوير
صُوِّر الجزء الأول في لبنان والجزء الثاني في التلفزيون الأردني، وهو من إنتاج وإخراج المنتج والمخرج السوري خلدون المالح. أُنتج العمل عام 1972.

## الممثلون

### بطولة
- دريد لحام في دور «غوار الطوشة»
- نهاد قلعي في دور «حسني البورظان»
- نجاح حفيظ في دور «فطوم حيص بيص»
- ياسين بقوش في دور «ياسين»
- ناجي جبر في دور «أبو عنتر»
- عبد اللطيف فتحي في دور «رئيس المخفر بدري أبو كلبشة»
- محمد الشماط في دور «أبو رياح»
- محمد العقاد في دور «أبو كاسم»
- سامية الجزائري في دور «أم عنتر»

### مشاركة

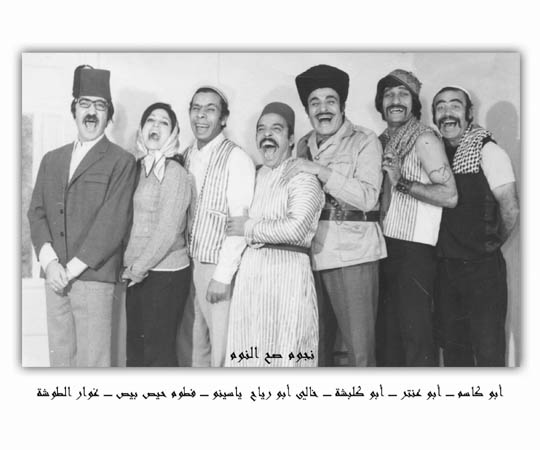
الجزء الثاني من مسلسل صح النوم وقد صور في الأردن

- صباح الجزائري في دور صباح
- رياض نحاس في دور النحات
- هاني شاهين في دور شرطي
- أنطوانيت نجيب في دور أم كاسم
- محمد الشيخ نجيب في دور سجين
- فهد كعيكاتي في دور أبو فهمي
- ذياب مشهور في دور مطرب الحارة
- حسن البغدادي في دور شرطي القطار
- عمر حجو
- تيسير السعدي
- عبد الفتاح المزين
- أميمة الطاهر
- أديب شحادة
- غسان أسطفان
- ماجد أفيوني
- محمد سلمان
- يوسف شويري
- موريس موصللي
- يوسف فخري
- عبد الله حمصي
- أديب شبيب
- فوزي الكيالي
- أحمد مسالخي
- حسين يونس
- عرفان بوكلي حسن
- أنيس كرم
- فيصل سلامة
- لويس بدوي
- جميل العبد
- ميادة